# Сан-Себастьян (комарка)

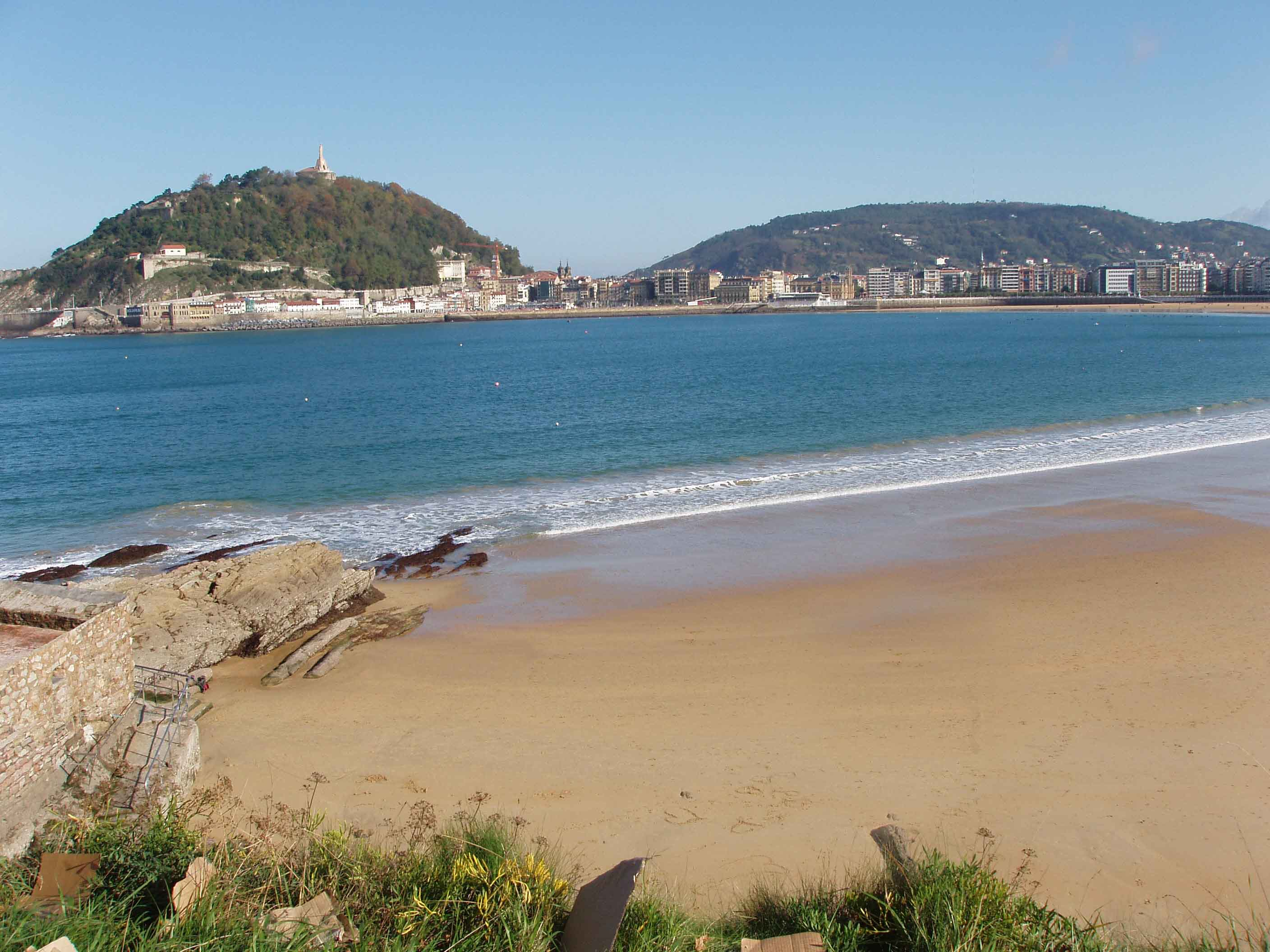

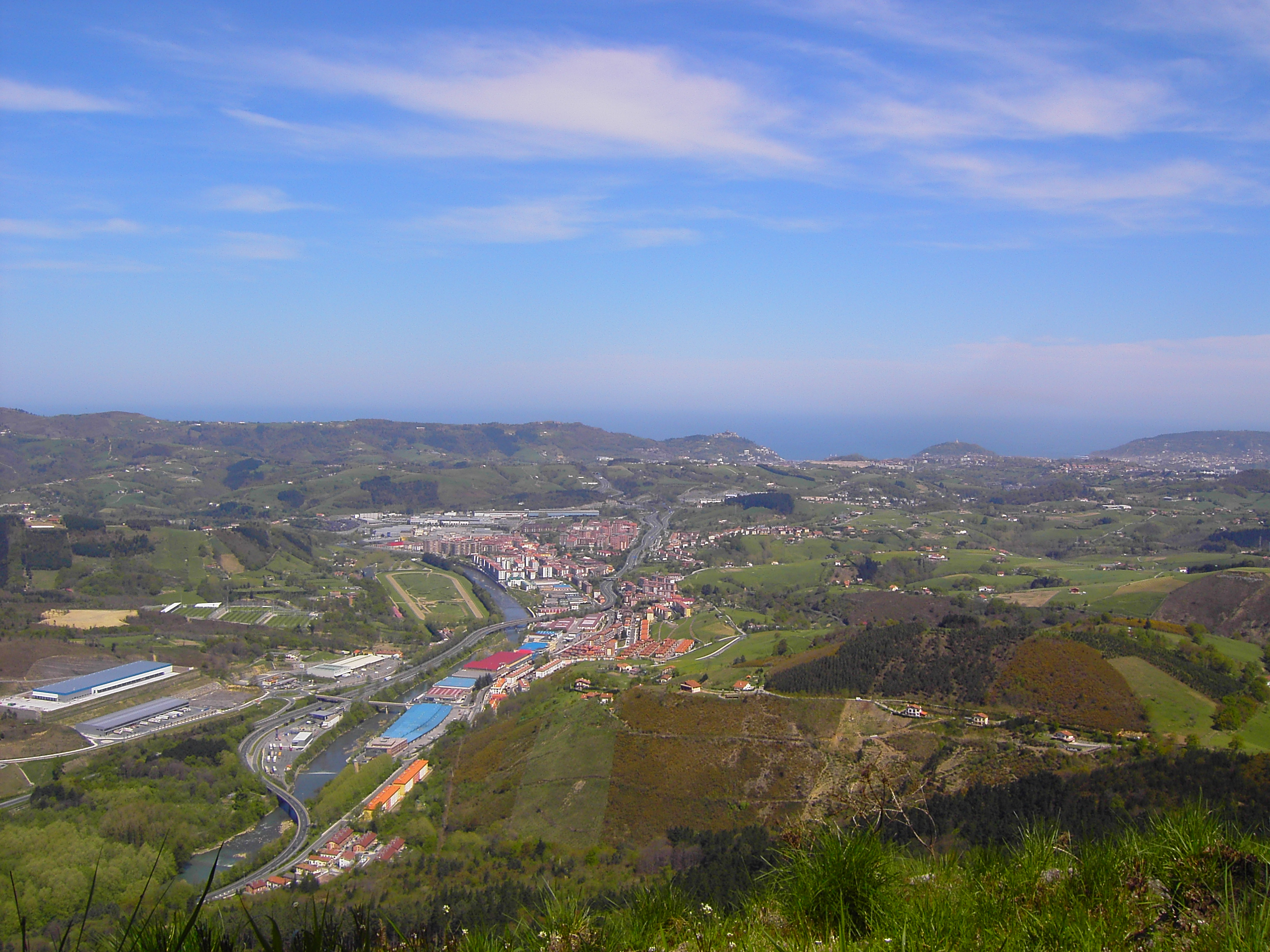

Сан-Себастьян (исп. Comarca de San Sebastián, баск. Donostialdea)  — район (комарка) в Испании, входит в провинцию Гипускоа в составе автономного сообщества Страна Басков.

## Муниципалитеты
1. Андоайн
2. Астигаррага
3. Эрнани
4. Ласарте-Ориа
5. Лесо
6. Ойярсун
7. Пасахес
8. Рентериа
9. Сан-Себастьян
10. Урньета
11. Усурбиль